# Distretto di Armagh
Il distretto di Armagh era una delle suddivisioni amministrative dell'Irlanda del Nord, nel Regno Unito. Fu creato nel 1973 e ottenne lo status di City nel 1995. Apparteneva alla contea storica di Armagh.
A partire dal 1º aprile 2015 il distretto di Armagh è stato unito ai distretti di Banbridge e Craigavon per costituire il distretto di Armagh, Banbridge e Craigavon.